# Bange (Sayur Matinggi)
Bange is een bestuurslaag in het regentschap Tapanuli Selatan van de provincie Noord-Sumatra, Indonesië. Bange telt 1192 inwoners (volkstelling 2010).